# Juri Stanislawowitsch Semski
Juri Stanislawowitsch Semski (russisch Юрий Станиславович Земский; * 1. März 1964 in Bender, Moldauische SSR) ist ein russischer Konteradmiral im Ruhestand. Er war von 2011 bis 2014 Kommandeur des operativen Mittelmeerverbandes der russischen Seekriegsflotte. Von 2014 bis 2017 war er Kommandeur der Marinebasis Krim.

## Leben
Semski absolvierte 1986 die Schwarzmeer-Offiziershochschule P. S. Nachimow. Von 1986 bis 2010 diente er in der 41. Raketenschnellbootbrigade in verschiedenen Kommandopositionen, unter anderem als Brigadekommandeur. 2004 schloss er erfolgreich die Seekriegsakademie ab. Von 2010 bis 2011 war er stellvertretender Stabschef der Schwarzmeerflotte und anschließend bis 2014 Kommandeur des operativen Mittelmeerverbandes. Von 2014 bis 2017 wurde er als Kommandeur der Marinebasis Krim eingesetzt. Seit seiner Versetzung in den Ruhestand im Jahr 2017 arbeitet er als Föderaler Hauptinspektor für die Region Altai.
Semski ist verheiratet und Vater einer Tochter sowie eines Sohnes.

## Auszeichnungen
- Orden für Militärische Verdienste
- weitere Medaillen